# تحديد الجنس

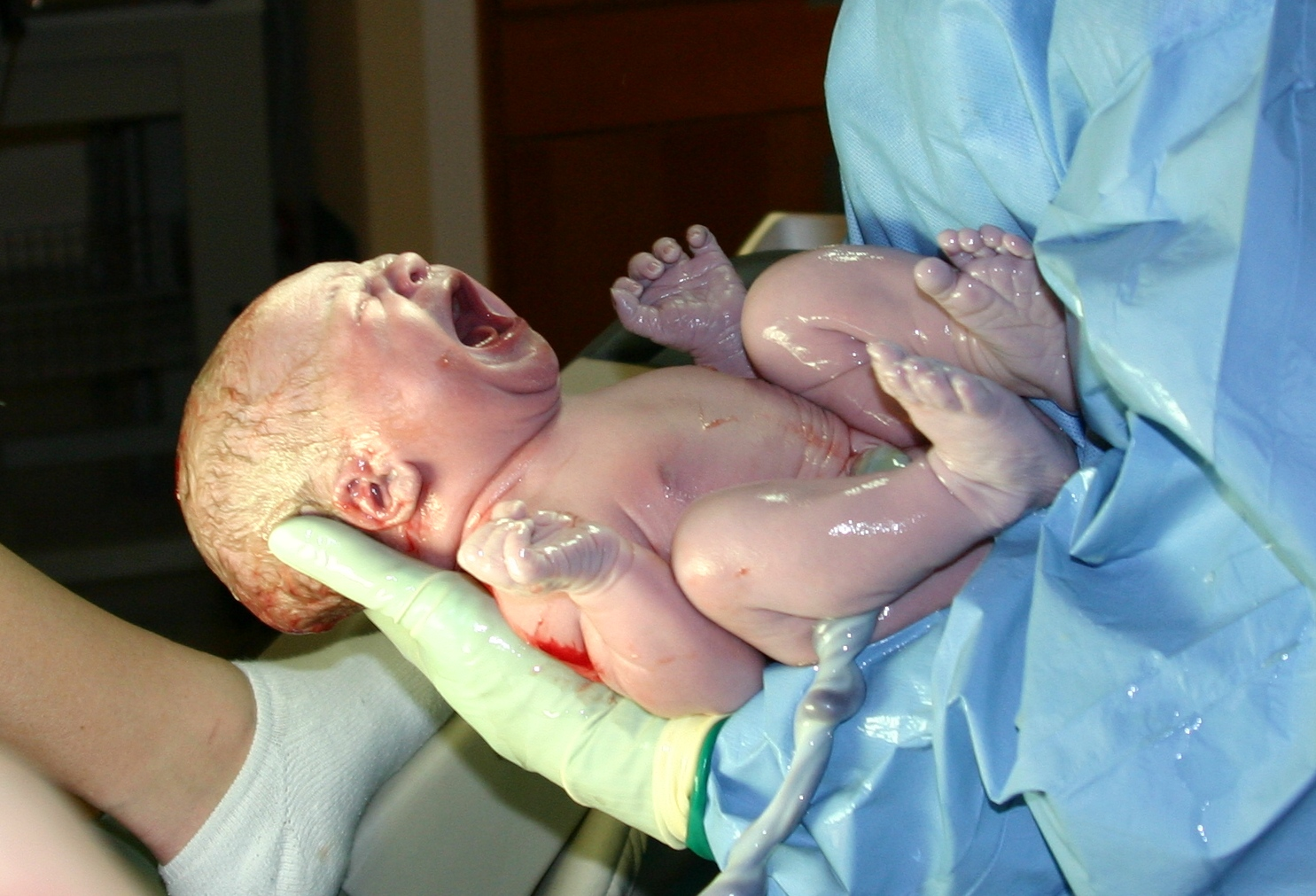

تَحديدُ الجنس ويُعرف أحيانًا بتحديد النوع، وهو تحديدُ جنس الرضيعِ عند الولادة  حيثُ يقومُ أحدُ الأقاربِ، أوِ القابلة، أو الممرضةُ، أو الطبيب في معظم الولادات بتفقُّدِ الأعضاءِ التناسليةِ عند الولادة، ويتمُّ تعيينُ الجنسِ بشكلٍ قاطعٍ بدون أدنى شك  ويمكنُ أيضًا تمييز الجنس وتحديدُ النوعِ قبلَ الولادة.
ويتطابقُ جنسُ الطفلِ في معظم الحالات مع هويتهِ الجنسانية، حيث ينطوي مصطلح «التحديد» على توقع ضمني بأن الهوية الجنسانية المستقبلية ستتطور بما يتماشى مع التشريح الجسدي، والنوع، والتربية.
وفي بعض الحالات؛ لا يتطابق جنس المولود مع الهوية الجنسانية المستقبلية ويكون «التحديد» هُنا مُشكلة، فالأشخاص الذين لديهم هوية جنسانية مختلفة عن تلك المرتبطة بالجنس المُعَيَّن لهم قد يُعرِّفون أنفسهم على أنهم مضطربونَ جنسيًا أو غير مطابقين للجنس  (gender non-conforming) (GNC) وفي حالة الأفراد الخُناثَى-ما جَمَعَ بَيْنَ الذُّكُورَةِ والأُنُوثَة-؛ فإن الخصائص الجنسية مثل: الكروموسومات، أو الغدد التناسلية، أو الهرمونات، أو الأعضاء التناسلية؛ لا تتناسب مع تصوراتنا المسبقة للأجساد الأنثوية أو الذكرية  وقد تكون هناك مضاعفاتٌ في حالة جعل الجنس محدّدًا  فقد لا يكون التحديدُ متسقًا مع الهوية الجنسانية المستقبلية للطفل  وكذلك فإنّ تحديد الجنس بالجراحة والهرمونات قد تنتهك حقوق الفرد.

## المصطلحات
تَحديدُ الجنس هو تحديدُ جنسِ الرضيعِ عند الولادة، وأما المصطلحات التي قد تتعلق بتحديد الجنس فهي:
ذكر مُحدّد عند الولادة- Assigned male at birth (AMAB): هو أيُّ شخصٍ بأي سن وبغض النظر عن جنسه الحالي قد تمَّ إعلان جنسه عند الولادة بأنه «ذكر»، على سبيل المثال: عندما تعلن القابلة أو الطبيب المعالج: «إنه صبي!».
مرادفات: ذكر محدد عند الولادة- (male assigned at birth (MAAB، وأيضًا ذكر محدد عند الولادة (designated male at birth (DMAB 
أنثى مُحدّدة عند الولادة- (Assigned Female at birth (AFAB: هو أيُّ شخصٍ بأي سن وبغض النظر عن جنسه الحالي قد تمَّ إعلان جنسه عند الولادة بأنه «أنثى»، على سبيل المثال: عندما تعلن القابلة أو الطبيب المعالج: «إنها فتاة!».
مرادفات: أنثى محددة عند الولادة- (Female assigned at birth (FAAB، وأيضًا أنثى محددة عند الولادة (designated Female at birth (DFAB 
الخُناثَى-ما جَمَعَ بَيْنَ الذُّكُورَةِ والأُنُوثَة- عند البشر والحيوانات: وهي حالة من الاختلافات في الخصائص الجنسية بما في ذلك الكروموسومات، أو الغدد التناسلية، أو الهرمونات، أو الأعضاء التناسلية، ووفقًا لمفوضية الأمم المتحدة السامية لحقوق الإنسان: «لا تبنِ تصوُّرًا مسبقًأ عن النوع سواء كان ذكرًا أم أنثى طبقًا لتضاريس الجسد»، قد يؤدي هذا إلى تعقيد التعيين الجنسي للرضيع عند الولادة أو إلى تحديدٍ خاطئ.
ولدى مغايرو الهوية الجنسية- Transgender هوية جنسانية أو تعبير جنساني يختلف عن جنسهم المحدَّد ويُسمى الأشخاصُ المغايرون جنسيًا أحيانًا بالمتحولين جنسيًا إذا كانوا يرغبون بالمساعدة الطبية للتحوُّل من جنس إلى آخر.
إعادة تحديد الجنس: وهو برنامج علاج يتكون من مجموعة من الطرق النفسية، والطبية، والجراحية يهدف إلى تغيير جنس الشخص ليتناسب مع هويته الجنسانيّة.

## تمهيد
يعتبر تحديد جنس الرضيع اعترافًا بجانبٍ فطريٍّ فيه  ويبدو أن الأسباب المنطقية لتحديد الجنس وتسجيله لاحقًا في السجلات المدنية لم تكن عن عبث، حيث يذكر تقرير هولندي عن تسجيل نوع الجنس أن تسجيل الجنس بدأ في عام (1811) م كعنصر جوهري في تسجيل السكان، وذلك بسبب الحقوق والمسؤوليات الخاصة بنوع الجنس، مثل التجنيد العسكري  ولم تعد هناك أحكام تمييزية كثيرة في التشريع، ولكن الأحكام لا تزال قائمة على أسس منطقية تشمل «سرعة إجراءات تحديد الهوية».

## تحديد الجنس في حالة الرُّضّع الخُناثى أو في حالات الإصابات
من المحتمل أن يكون تحديد جنس الرضيع معقدًا في حالة الرُّضّعْ الخناثى والأطفال، وفي مثل هذه الحالات، يتطلب تحديد الجنس علاجًا طبيًا لتأكيد الهوية، ولكن هذا الأمر متنازع عليه جزئيًا بسبب الآثار المترتبة على هذه المعاملة في مجال حقوق الإنسان.
والخناثى هو مصطلح يشير عادةً إلى وجود صفات جنسيّةٍ شاذة في الأعضاء التناسليّة الخارجيّة، والأعضاء الداخلية، وأنسجة الغدد التناسليّة، والهرمونات، أو قد يشير إلى كون الكروموسومات للفرد مشابهة لكروموسومات الجنس الآخر، وعندما تجمعُ الأعضاء التناسليّة الخارجية صفاتًا وسطية بين كلا الجنسين يشار إلى الحالة بكونها ازدواجيّة جنسية  وتعد الخناثى من الحالات غير الشائعةِ بشكلٍ كبير، ففي الولايات المتحدة يولد رضيعٌ واحد لكل (2000) حالة ولادة وهو يحمل صفات الخُنثى، واعتمادًا على جراحة -إعادة تحديد الجنس- غير المُستحبة من قبل الجميع؛ فإن العديد من الأشخاص الخُناثى يكملون حياتهم بالجنس الذي تمّ اختياره لهم، غير أن عدم امتلاكهم حق الاختيار فيما يخص تحديد جنسهم؛ يمكن أن يؤدي إلى الكآبة والجزع وأحيانًا العزلة. وتتضمن حالات الإصابة والتضرر حالة جون المشهورة، والتي أدعى فيها المتخصص في علم الجنس John Money نجاح عملية إعادة تحديد جنس طفلٍ في عمر السبع عشرة شهرًا من ذكر لأنثى بعد تضرر قضيبه خلال عملية الختان، إلا أن هذا الإدعاء كان خاطئًا حيث أن المريض ديفيد ريمر- David Reimer اكتسب الهويّة الذكريّة لاحقًا.
وتتواجد في ما يقارب رضيع واحد من بين (2000) رضيع؛ العديد من الاختلافات في مظهر الأعضاء التناسليّة الخارجيّة والتي تؤدي إلى تعقيد عملية تحديد جنس الرضيع من قبل الطبيب المختص. ومن الأمثلة الواضحة لهذه الاختلافات؛ بروز غير معتاد وشاذ للبظر والذي يمثل في حالته العادية الجنس الأنثويّ، أو ضمور تامٌ للخصيتين، والتي يعد وجودها بشكلٍ طبيعيّ دليلًا على هوية الجنس الذكريّ، ويتمُّ تحديد الجنس في هكذا حالات بشكلٍ مؤقت وإبلاغ والدي الطفل عن الحاجة لإجراء عدّة اختبارات للتأكد من الهوية الجنسيّة للرضيع.
وتتمثل الاختبارات المعتادة بالأشعة فوق الصوتيّة لمنطقة الحوض للتأكد من وجود الرحم، وحساب مستويات هرموني التيستستيرون والبروجسترون، وفي بعض الأحيان يتمُّ استشارة طبيب أطفال مختص بالغدد الصماء لتأكيد الجنس المؤقت للرضيع وهذا الأمر يستغرق عادةً عدّة ساعات أو عّدة أيام، وفي جزء صغير من الحالات، فإن عملية التحديد تزداد صعوبةً وتعقيدًا وتتضمن تحديد الصفات البيولوجية للجنس المحتمل واختيار الجنس المناسب لتلك الصفات.
يولد رضيعٌ واحد لكل (20,000) رضيع مع التباس كافٍ لجعل عملية تحديد الجنس أكثر صعوبةً وتتطلب إجراء عدّة اختبارات، ومع أهمية التركيز على توعية الأبوين حول النضج الجنسيّ المستقبليّ للرضيع في جزء من هذه الحالات؛ فإن الطفل يواجه عادةً عدّة صعوبات فيزيائية جسديّة وأخرى اجتماعيّة كلما تقدم في العمر، مع الإشارة إلى أن قرار تحديد الجنس يجب أن يتضمن التفكير مليًا في الجوانب الحسنة والسيئة للقرار المُتخذ.

### تاريخ
على الرغم من عدم وجود دليلٍ واضح يشير إلى معرفة آلية تحديد الجنس في الزمن الماضي وقبل بدأ حقبة التشخيص الطبيّ للخنوثة، إلا أن المجتمعات الأوروبيّة، والقانون الرومانيّ، والقانون الكنسي السابق، وما يليه من أحكام القانون المشترك تشير إلى تصنيف كل من الهوية الجنسيّة الذكريّة والأنثويّة، والخِناث مع احتساب حقوقهم المشروعة كإناثٍ أو ذكورٍ وحسب الصفات التمييزية التي يظهرونها، وطبقًا للقانون الرومانيّ فإن للخناثى هوية جنسيّة ذكريّة أو أنثويّة.
وينصُّ مرسوم جراسيانو -وهو عمل ينتمي إلى القانون الكنسيّ يتناول التوفيق بين جميع المعايير الكنسية الموجودة منذ القرون السابقة والذي سَنّهُ الراهب الفقيه وأستاذ اللاهوت جراسيانو- على: «شهادة الخُناثى تعتمد على الجنس المُحدّد في النهاية».
ونتيجةً لتطوّر الفهم السريريّ للعوامل البيولوجيّة والاختبارات التشخيصيّة، وتغير التقنيات المعتمدة في التداخل الجراحيّ، والتقليل من المضاعفات الممكنة، واستجابةً لآراء البالغين ممن عاصروا العديد من حالات الخنثيّة؛ تطورّت المعايير الخاصة بتحديد الجنس عبر العقود. وقبيل خمسينيات القرن العشرين، كان تحديد الجنس قائمًا بشكلٍ تام على شكل الأعضاء التناسليّة الخارجيّة، وعلى الرغم من معرفة الأطباء للحالات التي تظهر فيها خصائص جنسيّة ثانوية تعاكس الجنس الأساسي للشخص، والحالات التي تخالف فيها الهرمونات الجنسيّة الأعضاء التناسليّة الخارجيّة؛ فإن قدرتهم على فهم وتشخيص مثل هذه الحالات في الطفولة كانت ضعيفةً جدًا وغير كافيةٍ لتنبؤ النمو المستقبليّ لمعظم هذه الحالات.
وطوّر العلماء المختصّون بالغدد الصماء في خمسينيات القرن العشرين قاعدةً عامة لفهم الحالات الرئيسية للتخنث، كمرض فرط تنسّج الغدة الكظريّة الخلقيّ CAH، ومتلازمة نقص الأندروجين، وخلل تكوّن الغدد التناسليّة المختلط (mixed gonadal dysgenesis). إن اكتشاف الكورتيزون ساعد في إنقاذ الأطفال المصابين بفرط تنسّج الغدة الكظرية، كما ساعدت الاختبارات الهرمونيّة الجديدة وفحص النمط النوويّ في الحصول على تشخيصٍ أكثرَ تأكيدًا في سن الطفولة والتنبؤ بالنمو المستقبليّ للرضيع.
ولم تعد عملية تحديد الجنس تتضمن اختيارَ وتحديدَ جنسِ الطفل فقط؛ بل توسعت لتشمل العلاج بالتدخل الجراحيّ أيضًا، حيث يمكن معالجة حالة الخصيتين المعلقة وإرجاعها إلى موضعها، ويمكن بتر البظر الكبير جراحيًا وإعادته لحجمه الطبيعيّ، إلا أن محاولة ترميم وتكوين القضيب باءت بالفشل.
يتمثل الهدف الرئيسيّ لعملية تحديد الجنس باختيار الجنس المناسب للرضيع، والذي يقلل التناقض المستقبليّ بين كيان الطفل ومظهره البنيويّ الخارجيّ، واعتمادًا على هذا الهدف تشير التوصيات إلى اعتبار الرضيع الذي يفتقد للعضو الذكريّ، أو يمتلك عضوًا صغيرًا لا يستطيع معه ممارسة الجماع؛ أنثى، ويُربّى على هذا الأساس، ويكتسب الهويّة الأنثويّة، وهذا ما يمثل الحل الأفضل لتقليل التناقض في الرُّضع الحاملين للصفات البيولوجيّة الذكريّة مع ضمور العضو الذكريّ نتيجة الحالات المرضيّة كالإقلاب الذرقيّ، أوالأضرار الخارجيّة في المراحل المبكّرة من الطفولة كما في حالة جون.
ومنذ ستينيات القرن العشرين، حاول جراحوا الأطفال إعادة ترميم الأعضاء التناسليّة للرُّضع، وبالأخص علاج تضخم المهبل أو ترميمه، وتتمثل القواعد الموصاة بها في عملية التحديد والتداخل الجراحيّ منذ أواخر ستينيات القرن العشرين وحتى التسعينيات منه بما يلي:
- للرضيع الذي يحمل زوج من الكرموسوم الجنسي X، هوية جنسيّة أنثويّة بغض النظر عن ظهور حالة الترجّل والتي تتمثل بظهور صفاتٍ ذكريّة، للحفاظ على فرصة الإخصاب مستقبلًا، ينبغي في هذه الحالة إعادة البظر البارز والكبير إلى حجمه الطبيعيّ من خلال عملية جراحيّة دقيقة تتمثل بالحفاظ على العصب القريب من النسيج المُراد إزالته تدعى بـ (nerve-sparing surgery) عِوضًا عن عملية البتر العاديّة والبسيطة.
- للرضيع الذي يحمل الكروموسومين الجنسيين X) و(Y والذي لم يُظهِر الصفات الذكريّة؛ هويةٌ جنسيّةٌ ذكريّة في حالة إمكانية نمو قضيبه إلى الحجم الذي يمكّنه من التبول أو الجماع، وفي حالة كون القضيب صغيرًا جدًا أو له تركيب شاذ كالإقلاب المذرقيّ، تتمُّ التوصية بتحديد الهوية الجنسيّة الأنثويّة للرضيع، مع إجراء عملية إزالةٍ لغدده التناسليّة، وتكوين فتحة المهبل جراحيًا، وإعطائه هرمون الإستروجين عند سن البلوغ.
- أمّا الرضيع مختلط الكروموسومات كما في حالة (خلل تكون الغدد التناسليّة) أو حالة التخنث؛ فإن للرضيع حق اكتساب أي من الهويتين الجنسيتين الذكريّة أو الأنثويّة اعتمادًا على مظهر أعضائه التناسليّة وحجم القضيب.
- تتمُّ عادةً عملية تحديد الهوية الجنسيّة في سن الثانية، ولا يعاد تحديد الجنس بعد هذا العمر إلا بطلب من الأبوين وتلبيةً لرغبتهم
- عدم الكشف عن حالة التخنث للأشخاص الذين تمّت معالجتهم وتحديد جنسهم.
وأدت عدّة عوامل منذ تسعينيات القرن العشرين، إلى تغيير المعايير الموصى بها، وتشمل هذه العوامل:
- الإفصاح العلني من قبل الأفراد والمنظمات عن الوظيفة الجنسية غير المرضية أو الهوية الجنسية غير المتطابقة مع النوع، ونقد جراحة الأطفال من منطلق نفسي واجتماعي.
- في عام (1997)، باتت حالة John Money علنيةً، والتي تحكي قصة طفل فقد قضيبه نتيجة عملية ختانٍ غير متقنة في عمر الثمانية أشهر من عام (1966)، وقد تمت إعادة تحديد جنسه في الشهر الثامن عشر مع عمليات تتمثل بالتخلص من الخصيتين والتزويد بالإستروجين في عمر الثانية عشر، وتكوين فتحة المهبل جراحيًا، وعلى الرغم من وصف John Money لهذه العملية بالناجحة في سبعينيات القرن العشرين، إلا أن الطفل عاد بعد أعوام وهو يظهر الهويّة الذكريّة بشكلٍ علني وبغض النظر عن عملية إعادة تحديد جنسه السابقة، وفي عمر الخامسة عشر عاد ليعيش حياته كذكر، وفي عمر الـ(38) انتحر.
- الأمر الذي أدى إلى مطالبة عدد كبير من الأشخاص المولودين مع حالة الإقلاب الذرقيّ ممن نشأوا كإناث منذ طفولتهم المبكرة؛ بإعادة تحديد جنسهم إلى الجنس الذكريّ في البلوغ والمراحل المتأخرة من الطفولة.
لقد تغيرت التوصيات السريريّة للقرن الواحد والعشرين كالآتي:
- تحديد جنس جميع الرُّضع الحاملين لزوج الكرموسوم الجنسيّ X مع وجود مبايض نشطة؛ بالجنس الأنثوي ويبقى الاستثناء الوحيد في حالة الترجّل التام للرضيع المُصاب بمرض فرط تنسّج الغدة الكظرية الخلقيّ CAH، حيث يكتسب في هذه الحالة الهوية الجنسيّة الذكريّة مع إجراء عمليةٍ جراحيّة تصحيحيّة لأعضائه التناسليّة.
- تحديد جنس الرضيع الحامل للكروموسومين X وY؛ بالجنس الذكريّ إلا إذا كانت لأعضائه التناسلية صفاتٍ أنثويّة تتغلب على الصفات الذكريّة، أو في حالة عدم  امتلاكه لمستقبلات التحسس بالهرمون الذكريّ (الأندروجين) أو ضمور الخصيتين أو عدم نشاطها.
- تحديد جنس الرضيع الذي يحمل الكرموسومين X وY ويملك عضو تناسليّ خارجيّ صغير جدًا لكنه واضح؛ بالجنس الذكريّ.
- تحديد جنس الرضيع الحامل للكروموسومين X وY والمالك لخصيتين سليمتين، ومستقبلات لتحسس هرمون الذكورة (الأندوجين) بشكلٍ طبيعيّ، لكنه يفتقد للقضيب أو يعاني من تركيبه الشاذ؛ بالجنس الذكريّ.
- وختامًا يتمُّ تحديد جنس الرضيع الذي يمتلك أنسجة تناسليّة مختلطة، ويعاني من حالة التخنث أو غيرها من الاضطرابات الكروموسومية الأخرى؛ بالجنس الأقرب إلى صفات أعضائه التناسليّة الخارجيّة، حيث أنه في أغلب الأحيان يكون لهذا الرضيع غدد تناسليّة غير عاملةٍ وظيفيًا.
- يتمُّ تحديد الجنس ما بين عمر السنة إلى السنتين، ويجب ألّا تتمُّ إعادة التحديد بعد هذا السن إلا بطلبٍ من المريض.
ولا تستلزم هذه التوصيات بشكلٍ مطلق التداخل الجراحيّ أو العلاج الهرمونيّ لتعزيز عملية تحديد الجنس، إلا أن هذه التطبيقات الطبيّة متعارف عليها دوليًا، وتستخدم المبررات والأساس المنطقيّ المُتمثل بالتخفيف من محنة الأبوين وعنائهم، والتقليل من احتمالية تعرض الطفل للنقد والتجريح مستقبلًا، جاعلةً من الطفل شخصًا طبيعيًا ومحسنةً فرص ارتباطه وزواجه في المستقبل 

#### الجدل الأخلاقي
غالبًا ما تركز الخلافات الأخلاقية حول الجوانب الجراحية بما يتعلق بتصحيح الخناثى على الدواعي والتوقيت الأمثل لإجرائها، حيث انتقدت منظمات الخناثى ومنظمات حقوق الإنسان النماذج الطبية لأنها لا تستند إلى موافقة الأفراد الذين تم إجراء هذه العلاجات الطبية التي لا رجعة فيها لهم، بما فيها النتائج التي قد تكون غير ملائمة أو سيئة. تقول آنا تامار: «إن الخيار الحقيقي ليس بين الجراحة المبكرة والمتأخرة، ولكن بين الجراحة المبكرة واستقلالية المريض  حيث تشير مؤسسات حقوق الإنسان الآن إلى هذه الممارسات بالضارة».
يمثل التداخل الجراحيّ مجرد اختبارٍ فقط، وتعدُّ عمليات ترميم الأعضاء التناسليّة عملياتٍ غير موثوقةٍ سريرًا بشكلٍ تام؛ إلا أن الطرق الطبيّة الأخرى لم تظهر ولم تطبق حتى الآن. ولم تعالج التوصيات في الألفية الحالية حتى الآن مفهموم حقوق الإنسان في تقبل الطفل من قبل المجتمع، وحقه في اكتساب هويته، وضمان خصوصيته وسلامته الجسديّة، وتحرره من الأذى والعلاج الوحشيّ.
وفي عام (2011)، ربحت كريستين فولنج- Christiane Völling أول قضية من نوعها ضد جراح مختص بالتدخل الجراحيّ لهذه الحالات، وتمَّ مكافئتها بمبلغ 100,00€  من قبل المحكمة الإقليمية لمدينة كولونيا في ألمانيا، وفي عام (2015)، أقرّ مجلس أوروبا وللمرة الأولى، بحق الخِناث في عدم الخضوع لعلاج تحديد الجنس، معرّفين المشاكل الجسديّة لهؤلاء الأشخاص بكونها اضطرابات ولادية، وفي أبريل من العام ذاته، أصبحت مالطا البلد الأول الذي أعطى حق السلامة الجسديّة والاستقلال، وحظر التعديلات على الصفات الجنسيّة، الأمر الذي لاقى ترحيبًا واسعًا من منظمات المجتمع المدنيّ.

## من التحديات لمتطلّبات تحديد الجنس
تزايدت في السنوات الأخيرة الاعتراضات على الحاجة الملحة لتحديد الجنس بشكل قانوني  حيث يُذكر في تقرير لوزارة الأمن والعدل الهولندية: «بدأ يُنظر للنوع على أنه (ميزة شخصية حساسة) ولكنه حتى الآن لا غير معتبر وغير محمي في تشريعات الخصوصية». وتنص توجيهات الحكومة الأسترالية على أنه: «يجب على الإدارات والوكالات التي تجمع معلومات عن الجنس و/أو النوع ألا تجمعها ما لم تكن ضرورية أو مرتبطة مباشرة بواحدة أو أكثر من وظائف الوكالة أو أنشطتها» 